# Рогачёвский детинец
Рогачёвский детинец — детинец древнерусского Рогачёва, впервые упомянутого в Ипатьевской летописи под 1142 годом.

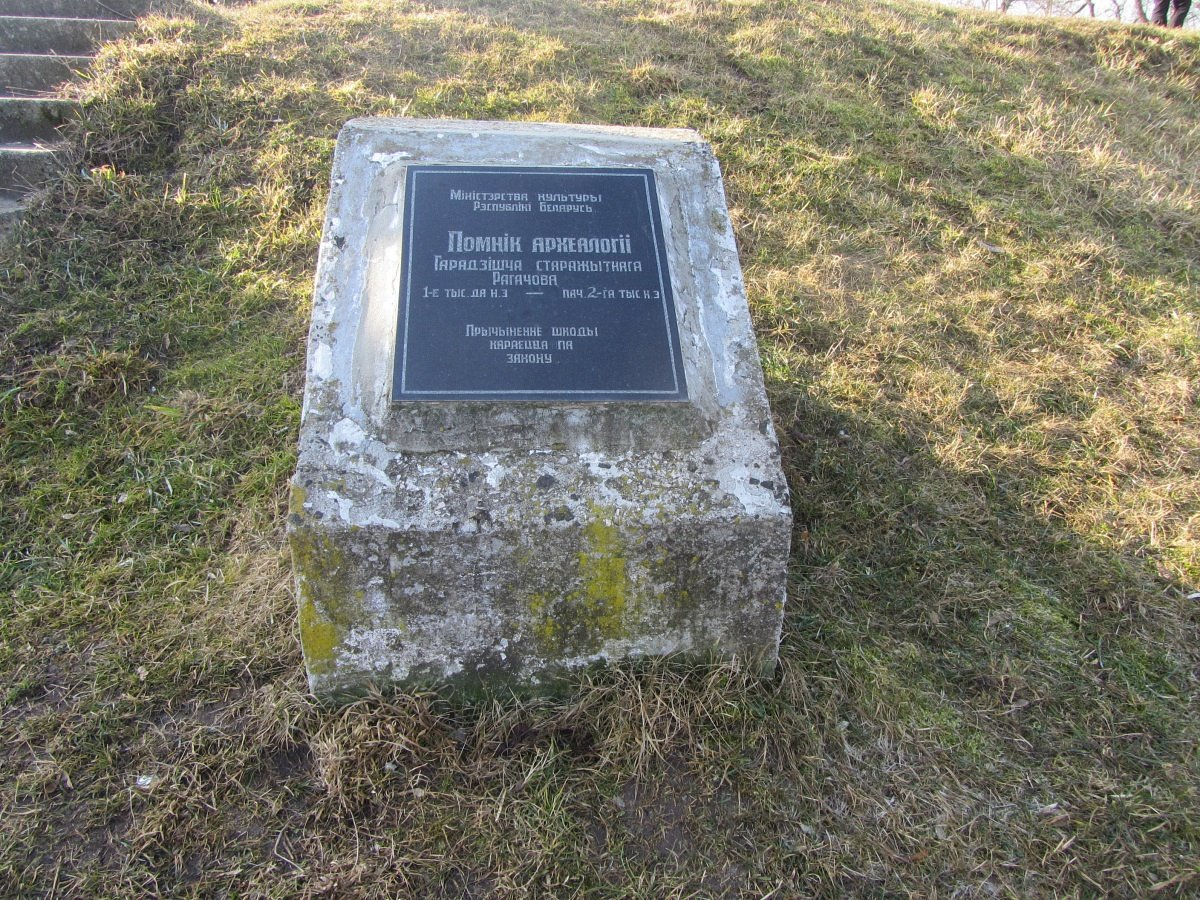
Памятный камень

Городище, возникшее на рубеже XI—XII веков, расположено на Замковой горе к югу от центра современного Рогачёва при впадении Друти в Днепр. Площадка подтреугольного городища (125х90 м), возвышающаяся над поймой на 11—12 м, ограничена остатками вала и рва. Рядом с ним располагался посад с материалами древнерусской эпохи и железного века.
Городище в разные годы исследовалось П. Ф. Лысенко и Э. М. Загорульским, которые нашли на нём хозяйственные предметы, оружие, украшения, шиферные пряслица и свинцовую вислую печать с изображениями святых Михаила и Константина.
В XIII веке укрепления Рогачёвского детинца прекратили существование. На древнем городище в XVI веке был построен Рогачёвский замок.